# ソンミ村虐殺事件
座標: 北緯15度10分42秒 東経108度52分10秒 / 北緯15.17833度 東経108.86944度
ソンミ村虐殺事件（ソンミむら ぎゃくさつじけん、ベトナム語: Thảm sát Mỹ Lai、英語: The Mỹ Lai massacre〈ミライ大虐殺〉）は、ベトナム戦争中の1968年3月16日、アメリカ軍兵士がクアンガイ省ソンティン県ソンミ村ミライ部落（現：クアンガイ市ティンケー社、広義市静渓社）で非武装のベトナム人住民を虐殺した事件。
ソンミの虐殺はベトナム反戦運動のシンボルとなり、また国外でも大きな批判の声が起こって、アメリカ軍が支持を失うきっかけとなった。

## 事件概要
1968年3月16日に、南ベトナムに展開するアメリカ陸軍のうち第23歩兵師団第11軽歩兵旅団・バーカー機動部隊隷下、第20歩兵連隊第1大隊C中隊（機動部隊には他に第1歩兵連隊第3大隊所属のA中隊と第3歩兵連隊第4大隊所属のB中隊、そして砲兵部隊があった）のウィリアム・カリー中尉率いる第1小隊が、南ベトナム・クアンガイ省ソンティン県にあるソンミ村のミライ集落（省都クアンガイの北東13km、人口507人）を襲撃し、無抵抗の村民504人（男性149人、妊婦を含む女性183人、乳幼児を含む子供173人）を無差別射撃などで虐殺した。集落は壊滅状態となり、生存者はわずか3人だった（生存者は2018年時点で存命であり、最高齢者は事件当時43歳だった）。
さらにC中隊が何ら抵抗を受けていなかったにもかかわらず、B中隊が増派され、近隣の集落で虐殺を行っている。
もともとソンミ村はティンケー村といい、よくゴ・ディン・ジェム政権が行っていたことだが南ベトナム政府によってソンミ村と改名されたもので、南北ベトナム統一後に名称が戻された。本多勝一は、ライフ誌が現場をミライと報じたが、実際の現場は隣のツークン部落のツァンニェン集落とコールイ部落のミイホイ集落であったとする。
事件の際、グレン・アンドレオッタ（en:Glenn Andreotta）4級特技兵が機長を務め、ヒュー・トンプソン・ジュニア（en:Hugh_Thompson_Jr.）准士官が操縦しローレンス・コルバーン（en:Lawrence Colburn）4級特技兵が射手を担当するOH-23G偵察ヘリコプターが村落上空を通りがかり、多数の死者と民間人への攻撃を目撃した。トンプソン准士官は上官への報告・救助ヘリの派遣要請・生存者の救出を行い、さらに狼藉をやめねば攻撃するとC中隊を脅している。

## 報道
当初は村民に対する虐殺ではなく「南ベトナム解放民族戦線のゲリラ部隊との戦い」という虚偽の報告がなされた。当時の米陸軍カメラマンのロナルド・ヒーバリーは陸軍所属のジェイ・ロバーツ記者と話し合い、「止めたり、告発したりすれば自分の身が脅かされる」と考え、軍の誰かに聞かれれば証言して写真も見せるが、何もなければ黙っていることにしたという。そして何も聞かれることはなく、「作戦は大成功」との記事を送ることになったという。ヒーバリーは事件の2週間後に名誉除隊した。
しかし、翌1969年11月ごろにヒーバリーは地元紙や『ライフ』誌へ写真を提供。同年12月に、フリーランスジャーナリストのシーモア・ハーシュが、雑誌『ザ・ニューヨーカー』で真相を報じたことが端緒となり、『ライフ』誌の報道などでもアメリカ軍の歴史に残る大虐殺事件が明らかになった。ハーシュの記事は「My Lai 4: A Report on the Massacre and its Aftermath」としてまとめられ、1970年度ピューリッツァー賞を受賞した。これは日本でも、同年にベトナムに平和を!市民連合の活動で知られる小田実によって『ソンミ―ミライ第四地区における虐殺とその波紋』の題で邦訳された。
この虐殺事件は、現場に居合わせた複数のアメリカ軍兵士から軍上層部に報告されていたものの、アメリカ世論をベトナム反戦運動の方向へ導く可能性が高いことなどから、軍上層部は事件を隠蔽し続けた。

## 原因
米軍は以前から同地区に来ることがあり、事件前日にも来ていたが、それまで異常はなく、襲撃と虐殺は突然の事であったという。本多勝一は、この村が虐殺の対象となったことについて、戦後のベトナム訪問時に当地の党委員長から、クアンガイ省は革命の伝統が強かったため「戦略部落」として指定された地域への住民移住が進められ、両隣のツーギア郡とビンソン郡では強制移住が完了していたが、ソンミを含めたソンティン郡では住民の拒否が強く進んでいなかったので、テト攻勢の結果、危機感を強めた米軍が近隣への見せしめにしたのではないかとの推測を聞いている。

## 軍事法廷
1970年3月16日、虐殺事件の調査を行っていたアメリカ陸軍調査委員会は事件に関係した容疑者の告発手続きを開始。上官への報告を怠った将校を含め14人（将官2人、佐官8人、尉官4人）が職務怠慢ならびに陸軍規則違反で告発、容疑者を現職から解任、うち12人は免職した上で陸軍第一軍司令部付きとした。
同年5月18日にジョージア州フォート・ベニングで始まった軍事法廷では、この虐殺に関与した14人が殺人罪で起訴されたものの、1971年3月29日に下った判決では部隊の指揮を執っていたカリー小隊長に終身刑が言い渡されただけで、残りの13人は証拠不十分で無罪となった。また、カリー自身もその後10年の懲役刑に減刑された上、3年後の1974年3月には仮釈放される。陸軍のこの不可解な処置は世界中から大きな非難を浴びた。
カリーによれば、虐殺計画は掃討作戦決行の前夜に決定された既定事項で、C中隊指揮官のアーネスト・メディナ大尉が主張したものであるという。カリーは「全て殺せ」と解釈される命令をメディナがしたとし、メディナは「全ての敵を殺せ」と命令したものだと主張し、この点が法廷では最大の焦点となった。メディナ自身は結局、免訴されている。

### その後
事件から40年経った2008年3月16日、事件現場跡に建てられた記念館にて追悼式典が開かれ、事件の生存者や元アメリカ軍兵士、地元住民が参加した。
カリーは仮釈放後、マスメディアの取材に応じることはなかったが、41年経った2009年8月19日、ジョージア州コロンバスで開かれた奉仕活動団体の昼食会に出席し、事件について口を開き、謝罪した。これに対し、3人の生存者の一人で犠牲者追悼活動を続けるパン・タン・コン（ティンケ村記念公園博物館長、事件当時10歳。家族を皆殺しにされ孤児となった）は23日、「謝罪は無いものと思っていた、あまりにも遅くて驚いたが、犠牲者を代表して受け入れたい」「カリー氏にはベトナムに来て、当時とその後40年の思いを語ってほしい」と述べている。
虐殺から50年後の2018年3月16日、ソンミ村の跡地に建設されたティンケ村で追悼式典が行われ、地元住民や帰還米兵団体関係者ら約1000人が犠牲者を追悼した。クアンガイ省幹部は「亡くなった人を忘れたことはないが、村は復興した。未来志向でいたい」と語った。記念碑を中心に平和祈念公園を建設する構想も発表された。

## 事件の画像
- 身元不明のベトナム人女性の遺体
- 身元不明のベトナム人男性の遺体
- 井戸に投げ込まれた身元不明の遺体
- 住居を焼き払うカペッツア5級特技兵
- マウロ一等兵とカーター一等兵、ウィドマー4級特技兵（カーターはミライ虐殺の際、偶然か故意かは不明だがM1911で自分の足を撃った）
- 住居に火を放つ用意をするダスティン4級特技兵
- 身元不明のベトナム人男性
- 最大の犠牲が出たミライ
- アメリカ陸軍による写真、1968年3月16日、ロナルド・L・ヘーバール撮影。女性と子供たちの路上での遺体。
- 虐殺された村民